# بيورن بانغ أندرسن
بيورن بانغ أندرسن (بالنرويجية البوكمول: Bjørn Bang Andersen)‏ هو منافس ألعاب قوى نرويجي، ولد في 14 نوفمبر 1937.